# Sophie Thompson

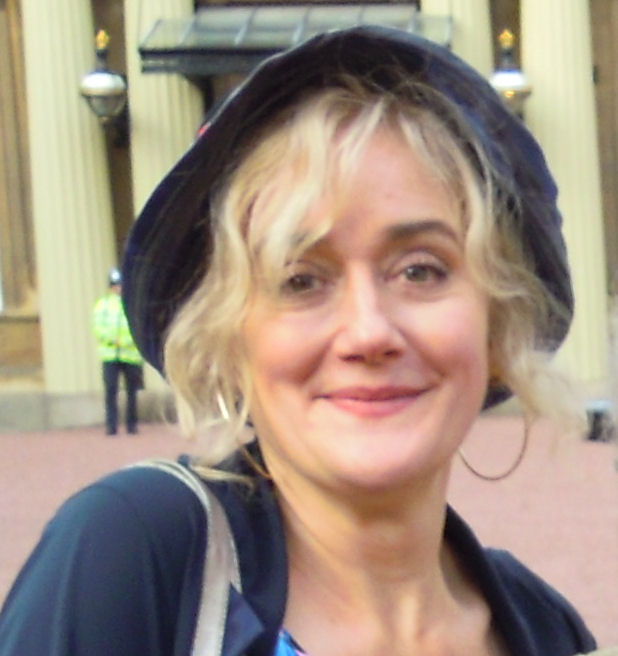

Sophie Thompson (* 20. Januar 1962 in London) ist eine britische Schauspielerin.

## Leben und Karriere
Sophie Thompson ist eine Tochter der Schauspieler Eric Thompson und Phyllida Law; die Schauspielerin Emma Thompson ist ihre ältere Schwester.
Thompson hat ihren Beruf an der Bristol Old Vic Theaterschule erlernt. Sie debütierte 1978 in der Fernsehserie A Traveller in Time. In dem Fernsehdrama Secret Orchards (1979) spielte sie eine größere Rolle. In dem Fernsehkriegsdrama Tumbledown (1988) trat sie an der Seite von Colin Firth auf; in 21 (1991) war sie in einer größeren Rolle neben Patsy Kensit zu sehen.
In der Komödie Vier Hochzeiten und ein Todesfall (1994) mit Hugh Grant und Andie MacDowell spielte Thompson die Braut der zweiten Hochzeit. In dem Filmdrama Tanz in die Freiheit (1998) war sie neben Meryl Streep als deren Schwester zu sehen. Für ihre Rolle in der Komödie Relative Values (2000) mit Julie Andrews und Edward Atterton war sie 2001 als Britische Nebendarstellerin des Jahres für den London Critics Circle Film Award nominiert. Als Ensemblemitglied der Komödie Gosford Park (2001) erhielt sie 2002 den Broadcast Film Critics Association Award, den Florida Film Critics Circle Award, den Online Film Critics Society Award, den Satellite Award und den Screen Actors Guild Award, zudem war sie für den Phoenix Film Critics Society Award nominiert.
In den Jahren 2006 und 2007 war Thompson in 87 Folgen der Fernsehserie EastEnders zu sehen. Für diese Rolle war sie 2007 für den British Soap Award als Bösewicht des Jahres nominiert. 2008 war sie in zwei Kategorien für den gleichen Preis nominiert. 2010 folgten Auftritte in Eat Pray Love und dem vorletzten Film der Harry-Potter-Filmreihe, Harry Potter und die Heiligtümer des Todes – Teil 1. Im Anschluss daran arbeitete Thompson vorrangig in Serien- und Filmproduktionen für das Fernsehen, so 2016 etwa mit einer wiederkehrenden Rolle in der Serie Jericho.
Thompson erhielt 1999 für ihre Rolle in dem Musical Into the Woods den Laurence Olivier Award. Sie ist seit 1995 mit dem Schauspieler Richard Lumsden verheiratet und hat zwei Söhne.

## Filmografie (Auswahl)
- 1979: Secret Orchards
- 1985: The Death of a Heart
- 1988: Tumbledown
- 1991: 21 (Twenty-One)
- 1992: The Master Blackmailer (Sherlock Holmes)
- 1994: Vier Hochzeiten und ein Todesfall (Four Weddings and a Funeral)
- 1995: Jane Austens Verführung (Persuasion)
- 1996: Jane Austens Emma (Emma)
- 1998: Tanz in die Freiheit (Dancing at Lughnasa)
- 2000: In „bester“ Gesellschaft – Eine Familie zum Abgewöhnen (Relative Values)
- 2001: Gosford Park
- 2002: Nicholas Nickleby
- 2004: Fat Slags
- 2006–2007: EastEnders (Fernsehserie)
- 2010: Eat Pray Love
- 2010: Harry Potter und die Heiligtümer des Todes – Teil 1 (Harry Potter and the Deathly Hallows – Part 1)
- 2010: Die Halloween-Party (Agatha Christie’s Poirot; Fernsehserie, Folge: Hallowe’en Party)
- 2012: Love Life (Fernsehserie)
- 2014: Death in Paradise (Fernsehserie, 1 Folge)
- 2014: The Incredible Adventures of Professor Branestawm (Fernsehfilm)
- 2014: New Tricks – Die Krimispezialisten (New Tricks, Fernsehserie, 1 Folge)
- 2014–2017: Detectorists (Fernsehserie, 16 Folgen)
- 2016: Jericho (Fernsehserie)
- 2018: Coronation Street (Fernsehserie, 14 Folgen)
- 2020: Feel Good (Fernsehserie, 6 Folgen)
- 2022: The Flatshare (Fernsehserie)
- 2023: Silo (Fernsehserie)